# 福島県立大野病院事件
福島県立大野病院事件（ふくしまけんりつおおのびょういんじけん）は、2004年（平成16年）12月17日に福島県双葉郡大熊町の福島県立大野病院で帝王切開手術を受けた産婦が死亡したことにつき、手術を執刀した同院産婦人科の医師1人が、刑法の業務上過失致死傷罪と医師法違反の容疑で2006年（平成18年）2月18日に逮捕、翌月に起訴された事件である。

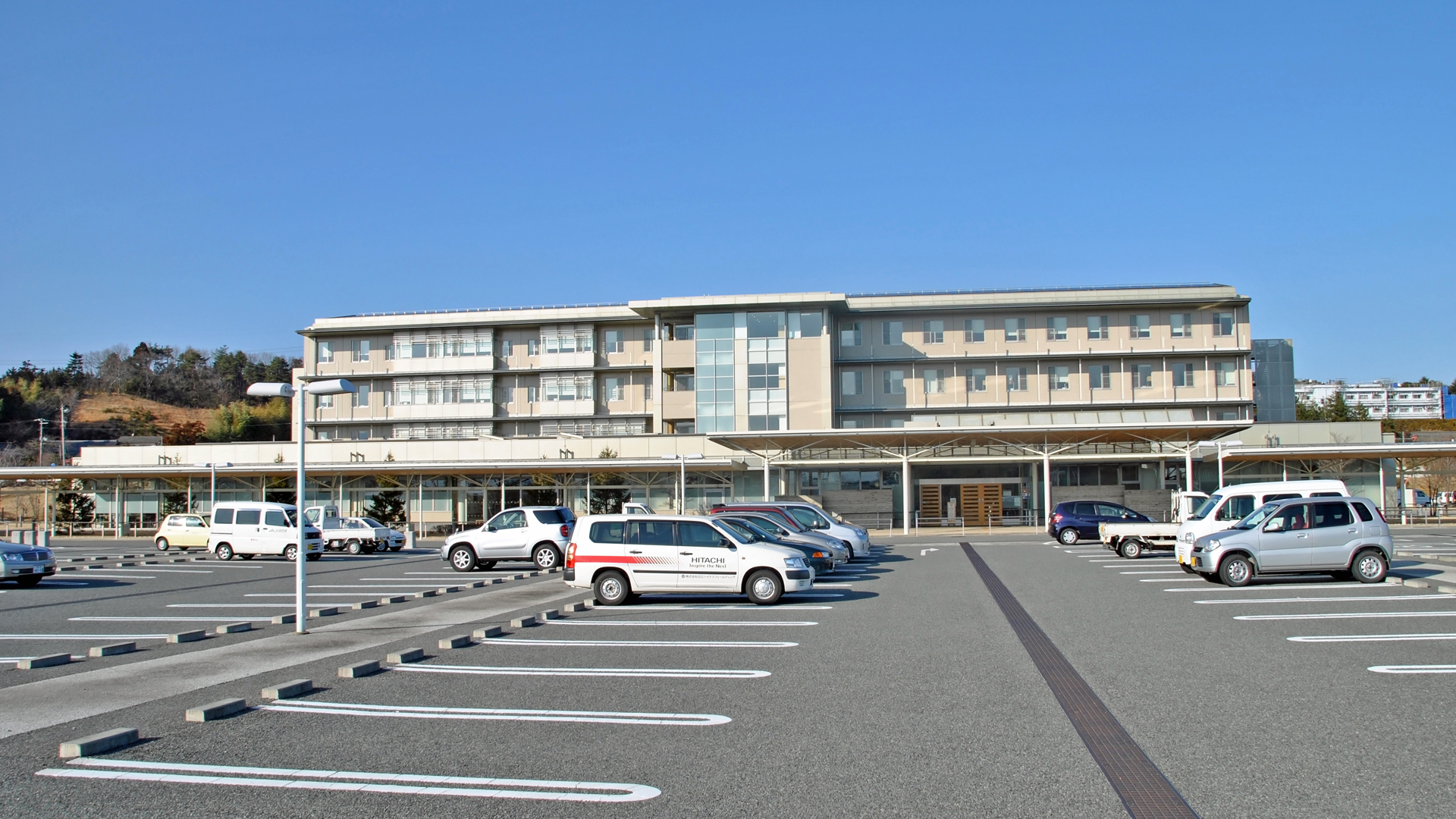
福島県立大野病院

2008年（平成20年）8月20日、福島地方裁判所は、被告人の医師を無罪とする判決を言い渡し、福島地方検察庁が仙台高等裁判所への控訴を断念したため、確定判決となった。医師は起訴休職中であったが、無罪を受けて同病院に復職した。
マスメディアによる報道では「大野病院事件」といった呼称も用いられている。また特別弁護人として、現役の医師が選定された極めて珍しい裁判である。

## 診療経緯
※以下は福島地方裁判所　平成18年（わ）第41号　判決文にて事実認定された内容に基づき要約し記載

### 当時の病院体制
事件当時「福島県立大野病院」は、病床数約150床程度で地域医療病院として位置し、標榜科は「内科」「外科」「産婦人科」「整形外科」「麻酔科」であった。産婦人科は一人医長体制であった。
輸血製剤は病院内に常備しておらず、輸血対応については、必要時に約50km離れた「福島県いわき赤十字血液センター」から1時間以上かけて輸送されていた。
本件医師は、福島県立医科大学産婦人科の医局に所属し、事件と同じ2004年4月に福島県立大野病院に赴任してきており、事件当時の経験年数は8年7か月であった。

### 妊娠経過
事件当時29歳の妊婦は、3年前に第一子を「双葉厚生病院」で帝王切開にて出産している。2004年5月に福島県立大野病院で第二子妊娠を診断され、以後同院に通院管理となっていた。同年10月の超音波検査で「全前置胎盤」と診断。同年11月に切迫早産もあり同院に入院管理となった。手術6日前に本件医師は妊婦と夫に対して、帝王切開での分娩について説明し、場合によっては「輸血」「子宮摘出術」の可能性を話し、手術承諾書に同意をもらった。また、何かあれば前回帝王切開分娩を施行した双葉厚生病院の担当医師に応援に来てもらえるように話してあると伝えた。そしてこの説明の際に妊婦と夫からは「子宮を必ず残して欲しい」という具体的要望は無く、本件医師が「3人目も欲しいですか」と聞いたところ肯定したのみであったとのことであった。

### 手術前
本件医師は同院赴任後に、別の前置胎盤の妊婦に対しての帝王切開での分娩を施行し、無輸血で施行し得ていた。
本件医師は、手術室に「帝王切開」と「単純子宮全摘出術」の予定を伝え、術前準備輸血として「RCC（照射濃厚赤血球輸血）」5単位の用意を指示した。また、担当麻酔科医（日本麻酔科学会専門医）と手術補助の外科医（医師歴5年目）に対して、左記予定手術内容と、「何かあれば前回帝王切開分娩を施行した双葉厚生病院の担当医師に応援に来てもらえることになっている」旨を伝えた。
手術3日前に、本件医師の医局の先輩医師が勤務の際に、本件医師に対して「癒着胎盤であった場合は出血が多くなって人手を要する手術になることもあり、医局に相談してもよいのではないか」とアドバイスされたが、「何かあれば前回帝王切開分娩を施行した双葉厚生病院の担当医師に応援に来てもらえることになっている」と伝えた。
同院の助産師より、帝王切開時の術中大量出血の可能性を考慮し、当院の体制では不十分なので転院について進言があったが、本件医師は大丈夫であると伝えた。
手術当日に、前回帝王切開分娩を施行した双葉厚生病院の担当医師に、電話にて「本日、前回帝王切開分娩した妊婦が、全前置胎盤の帝王切開を行うこと」「何かあれば応援を頼むかも知れない」ことを初めて伝えた。同医師からは「前回帝王切開創に胎盤が位置していないかどうか（癒着胎盤であるかの術前評価）」の術前MRI検査施行の有無を聞かれたが、施行していないが大丈夫である旨を伝えた。また本件医師が同医師に過去応援を依頼したことは一度も無かった。

### 手術
2004年12月17日に、妊娠36週6日に本件手術が行われた。
- スタッフ：執刀医（本件医師）・助手（外科医）・麻酔科医・助産師2名・看護師4名

- 手術
  - 午後02時02分：麻酔（硬膜外麻酔+脊椎麻酔）開始
  - 午後02時26分：手術開始。
  - 午後02時37分：体重3,000 gの女児を娩出。
  - 午後02時40分〜子宮切開創から出血ありペアン鉗子にて筋層ごと把持し止血処置。臍帯血採取の後に臍帯を牽引するも胎盤剥離出来ず。子宮マッサージや用手剥離施行も剥離出来ず。
クーパーで切開を入れて胎盤を剥離しようやく胎盤娩出。剥離中に止血操作は施行されなかった。
剥離中に出血が増加し血圧低下。総出血量は羊水混みで2,000mlに達し、麻酔医により昇圧剤投与開始と準備されていた輸血をポンピング投与開始。
後の公判で、胎盤を手ではがすことが難しくなった時点で「癒着胎盤の疑いを少し持った」と本件医師は語っている
  - 午後02時55分〜胎盤娩出後に子宮収縮剤の注射施行と、ガーゼによる圧迫止血や出血点と思われる箇所へのZ縫合を試みたが、出血は止まらなかった。
  - 午後03時05分：血圧40/-mmHgまで低下あり、昇圧剤投与アップし血圧80/40mmHgまで維持
本件医師は麻酔科医と相談しRCC（照射濃厚赤血球輸血）追加発注し到着し次第で子宮全摘出術方向とすることを確認。
  - 午後03時10分：福島県いわき赤十字血液センターにRCC10単位を発注。
  - 午後03時25分：血圧60/30mmHgまで低下。
  - 午後03時30分：さらにRCC10単位を追加発注。
麻酔科医や補助の外科医より同院外科部長の応援や前回帝王切開施行の医師への応援の要請を相談されたが大丈夫と必要性を否定した。
院長（整形外科専門）が手術室での情勢について報告。
  - 午後03時35分：気管内挿管・全身麻酔開始
  - 午後03時40分：総出血量8400ml。
  - 午後03時45分：院長が手術室に訪室し同院外科部長医師の応援を助言としたが本件医師は大丈夫である旨を伝えた。
血圧60/30mmHgで推移しRCC20単位を追加発注。
  - 午後03時50分：血圧50/20mmHgと低下。FFP（新鮮凍結血漿）10パック発注。
  - 午後04時00分：看護師長の呼びかけで大野病院の職員から3,000 ml採血したものが手術室へ運ばれたが使われなかった。
  - 午後04時15分：総出血量12000ml。
  - 午後04時20分：RCC20単位到着し輸血開始。
  - 午後04時35分：血圧100/50mmHgまで改善し子宮全摘出術へ移行。
  - 午後05時20分：総出血量17000ml。
  - 午後05時30分：子宮摘出完了。この間膀胱を若干損傷。血圧100-80/50-40mmHgで推移。
  - 午後06時00分：子宮摘出を完了後に膀胱損傷部を修復し確認開始。総出血量19000ml。
  - 午後06時05分：心室頻拍が出現し血圧測定不能。電気ショック3回を含む蘇生処置施行開始。
  - 午後07時01分：死亡確認

- 手術後
  - 午後09時00分：本件医師と麻酔科医で話し出血多量が死亡原因と推定されることを確認
本件医師・麻酔科医にて遺族に対して経過説明
死亡診断書（後述）が作成
  - 午後10時30分：本件医師と麻酔科医が院長へ報告し、院長は医療準則に反する行為は無く異状死には当てはまらないと判断して警察署への24時間以内の届け出は行わなかった。

- 死亡診断書
  - （ア）直接死因：心室細動
  - （イ）（ア）の原因：出血性ショック
  - （ウ）（イ）の原因：癒着胎盤帝切分娩
  - 病死及び自然死

- その後　後日の裁判公判陳述に基づき記載
  - 本件医師は病理解剖を遺族へ勧めたが、遺族の希望で施行しなかった。
  - 告別式には出席しなかったが、その後に遺族宅を病院長等と供に訪問し謝罪している。遺族より墓前での土下座を言われ行った。

## 医療事故調査委員会
翌2005年1月に病院設置者である福島県が「医療事故調査委員会」を設置し、同年3月22日に調査結果を報告している。
※県立大野病院医療事故調査委員会　報告書　平成17年3月22日　に基づき記載

### 調査委員
- 福島県立三春病院　診療部長
- 一般財団法人太田綜合病院附属太田西ノ内病院　産婦人科部長
- 福島県立医科大学附属病院総合周産期母子医療センター　講師

### 調査結果
- 事故原因

癒着胎盤の剥離による出血性ショック
- 事故要因

「癒着胎盤の無理な剥離」「対応する医師の不足」「輸血対応の遅れ」
- 検討事項
  - 帝王切開の選択は妥当であった
  - 妊婦の希望もあったため大野病院で手術を行ったことはやむを得ない
  - 輸血は10単位以上準備するべきであった
  - 用手剥離困難な段階で癒着胎盤と診断し子宮摘出に進むべきであった
  - 院内外の医師の応援が必要であった

福島県は医療側に過失ありとした上で、医賠責保険で保険会社から遺族への補償支払をスムーズにしようとした。
この報告書により、後述の逮捕から1年前の2005年6月に執刀医は福島県から減給1ヶ月の処分を受けていた（無罪判決確定後の2008年10月に減給処分取り消し）。

## 逮捕と起訴

### 逮捕
福島県の調査委員会の報告書がきっかけで、マスメディアにより『医療ミス』と大きく報道され、警察が捜査に動くことになる。2006年2月18日、福島県警察は手術を執刀した本件医師を「業務上過失致死」と「医師法に定める異状死の届出義務違反の疑い」で逮捕した。
逮捕の2、3日前、医師は警察に「家宅捜査に入るから自宅待機するように」告げられた。捜査の後、警察への同行を求められ、警察署の取調室に入ったところで逮捕令状が読み上げられた。この逮捕については、「事前に警察からの情報を得たマスメディアが押しかけた中での逮捕となり、手錠をかけられた医師の姿が全国に報道される結果となった」というような噂話が広く流布されたが、本人自身が語った初公判後の記者会見で明確に否定された。

### 起訴
2006年3月10日、福島地方検察庁は、本件医師を業務上過失致死と医師法違反の罪で福島地方裁判所に起訴した。福島地方検察庁次席検事（当時）の片岡康夫は「大量出血は予見できたはずで、無理に胎盤を剥がすべきではなかった」と起訴した理由を述べた。また、片岡は、「女性は医師を信頼していたのに麻酔で何も分からないまま亡くなった。この事実は軽視できない」と被害者感情にも触れている。

## 裁判
本事件は「刑事事件」としての訴追であり「本件医師が本件において刑事責任に問えるか」の裁判であった。
2007年1月26日、福島地裁で初公判が開かれ「忸怩たる思いがあるが、非常に切迫した状況の中で、冷静にできる範囲のことを精一杯のことをやった」と述べて起訴事実を否認した。

### 公判
第1回〜第12回公判が行われた。医学的な鑑定人は以下の通り。
- 新潟大学医学部　産婦人科　教授　田中憲一
- 東北大学医学部　産婦人科　教授　岡村州博
- 宮崎大学医学部　産婦人科　教授・医学部長　池ノ上克

- 福島県立医科大学　病理学第二講座　杉野隆
- 大阪府立母子保健総合医療センター　検査科部長　中山雅弘

2008年3月21日、論告求刑公判が開かれ検察側は「産婦人科医としての基本的注意義務を怠っており、過失の程度は重大。また夫と子供を持つ女性の死亡という結果も重大である」として禁固1年、罰金10万円を求刑した。

### 判決
2008年8月20日、福島地裁（鈴木信行裁判長）は被告人の医師に無罪判決を言い渡した。医師である被告人の医療行為と患者の死亡の因果関係、胎盤癒着の予見可能性と結果回避可能性については検察の主張がほぼ認められたが、業務上過失致死罪では、検察が主張する生存可能性のある医療行為については、臨床現場の医師に行為義務を負わせるほどの標準的行為であるとは立証されておらず、医師法違反では、患者の死亡結果は過失なき診療行為をもってしても避けられなかった結果であるため、異状死には該当しないという内容であった。
福島地検は控訴を断念し、地裁判決が確定した。
- 因果関係
  1. 本件患者の死因が出血性ショックによる失血死であり、総出血量のうちの大半が胎盤剥離面からの出血であることからすれば、被告人の胎盤剥離行為と本件患者の死亡との間には因果関係が認められる。
- 業務上過失致死について（判決要旨全文のオ）判断の抜粋[13]）
  1. 検察が主張する医学的準則は、医学書の一部の見解に依拠したものと評価できる。
  2. しかし、検察の主張は、以下の理由から採用できない。
    1. 刑罰を科すほどの行為義務を与える医学的準則は、当該場面においてほとんどの医師がその基準に従った処置を講じるといえる程度の一般性によって裏付けられる。この程度の条件を与えなければ、一部の医学書の内容と一般的医療処置に齟齬がある場合、臨床に関わる医師が容易かつ迅速に治療法の選択を出来なくなり、また、刑罰が科せられる基準が不明確となって、明確性の原則が損なわれることになるからである。
検察の主張は、医学書の一部の見解に依拠しているが、これが医師に広く認識されていることや、見解に従った臨床例が多数見られることなどの、同見解が一般性を持っていることは証明されていない。
    2. また、検察は、胎盤剥離の継続の危険性・患者死亡の蓋然性の高さ・子宮摘出手術等への移行の容易性を挙げて、被告人には胎盤剥離を中止する義務があったと主張している。しかし、医療行為の結果を正確に予測することは困難である。したがって、医療行為を中止する義務があるとするためには、検察は当該医療行為が危険であるという立証のほかに、当該医療行為を中止しない場合の危険性を明らかにした上で、より適切な他の医療行為が存在したという立証が求められる。
そして、このような立証のためには、少なくとも根拠として相当数の臨床症例又は対比しうる類似性のある臨床症例の提示が必要不可欠である。しかし、検察の主張はその根拠となりうる臨床症例の提示が無く、その医学的準則が高い一般性を持たないことは前述の通りであり、本件において、被告人が胎盤剥離を中止しなかった場合の具体的な危険性が証明されているとはいえない。

  3. つまり、今回の事例においては、検察の主張とする医学書の見解ではなく、臨床における癒着胎盤に関する標準的な医療措置が大きな一般性を持っていたと認定できる。
    - 臨床における癒着胎盤に関する標準的な医療措置とは、判決要旨全文③産科の臨床における医療措置のウ）で認定した以下の措置である[13]。
「開腹前に穿通胎盤や程度の重い嵌入胎盤と診断できたもの、開腹後、子宮切開前に一見して穿通胎盤や程度の重い嵌入胎盤と診断できたものについては胎盤を剥離しない。用手剥離を開始した後は、出血をしていても胎盤剥離を完了させ、子宮の収縮を期待するとともに止血操作を行い、それでもコントロールできない大量出血をする場合には子宮を摘出する」ということが、臨床上の標準的な医療措置と解するのが相当である。

  4. よって、検察官が主張する、癒着胎盤であると認識した以上、直ちに胎盤剥離を中止して子宮摘出手術等に移行することが本件当時の医学的準則であった、及び、被告人に具体的な危険性の高さなどを根拠に、胎盤剥離を中止すべき義務があった、と認めることはできない。したがって、検察官が主張する注意義務はその証明がなく、被告人が行った胎盤剥離の継続は注意義務に反することにはならない。

- 医師法違反について（判決要旨全文の■第6　医師法違反の抜粋[13]）
  1. 医師法21条にいう異状とは、法医学的にみて普通と異なる状態で死亡していると認められる状態であることを意味する。よって、診療中の患者が診療を受けている当該疾病によって死亡したような場合は、そもそも同条にいう異状の要件を欠く。
  2. 本件では、前置胎盤という疾病を持つ患者として手術に入り、その手術中に癒着胎盤という疾病が新たに見つかり、それに対する過失のない医療行為を講じたものの、出血性ショックとなり、失血死に至った。つまり、手術中に見つかった当該疾病を原因とする、過失無き医療行為をもってしても避けられなかった結果であるので、同法における異状に該当するとは認められない。よって医師法21条違反の罪は成立しない。

### 遺族側の主張
1. 判決前の状況でありながら、医師に対して死亡した妊婦の墓前での土下座による謝罪を要求し[14]、法廷においても「大野病院でなかったら亡くさずに済んだ命。許さない」「ミスが起きたのは医師の責任だ」「言い訳をしないで、ミスを受け止めてほしい」「私は、子どもと妻のために、医師の責任を追及する。責任を取ってほしい。取ってもらう」「絶対許さないという気持ち」等と主張するなど、事件発生直後から遺族側の怒り・処罰感情は非常に強かった[15]。
2. 判決後の会見では「弁護側の鑑定人として証言した医師達が、被告側の医療行為を正当化する意見を述べた点を、とても残念に思う」「今後の医療界に不安を感じざるを得ない」「まだ疑問に思う」「生涯真実求めていきたい」[16][17]と、無罪判決は到底受け容れられるものではないとの見解を発表した。

## 判決に対する評価
判決に関して、朝日新聞は「判決は医療界の常識に沿ったものであり、納得できる。検察にとっても、これ以上争う意味はあるまい。控訴をすべきではない」「今回の件では、捜査するにしても、医師を逮捕、起訴したことに無理があったのではないか」、読売新聞は「そもそも、医師を逮捕までする必要があったのだろうか。疑問を禁じ得ない」、産経新聞は「大野病院事件はカルテの改竄や技量もないのに高度な医療を施した医療過誤事件とは違った。それでも警察の捜査は医師の裁量にまで踏み込んで過失責任の罪を問うた」と警察と検察を直接的に批判し、無罪判決が出たことを明確に支持しただけでなく、間接的にではあるが遺族側の言動を批判する見解を示している。
医療界や一般世論においても、無罪判決が出たことへの喜びと安堵の意を表する一方で、当事件は「事実上の冤罪事件」であるとして、一貫して医師側の過失を煽り立て続けたうえ、無罪が確定した後も主要マスコミの中で唯一起訴姿勢を擁護する論調を張った毎日新聞の報道姿勢と、警察・検察の言動を批判する声（後述参照）があがった。
また、2007年1月に行われた初公判で検察側の首脳が「なんであんなものを起訴したんだ」と語ったことや、法廷において被告側の弁護団から「逃亡や証拠隠滅の恐れがないのに、逮捕するのは行きすぎだ」と批判されていたことが明らかになっている。

## 警察・検察

### 富岡署表彰問題
2006年4月14日、本件捜査にあたった富岡警察署が医師逮捕について福島県警本部長賞を受賞した。これに対し、大阪府保険医協会は「逮捕に疑問の声が上がっているところの現在係争中の事案であり、まだ有罪が確定したわけではない」等として撤回を求める要求書を出した。また、2006年6月28日の福島県議会においても、民主社民党系会派の県民連合（当時）所属の本田朋議員が事件を「最善の手だてを尽くされたと思われる産婦人科医師が逮捕されるという異例の事態」と批判し、県警本部長表彰の基準を質す一般質問を行った。

### 医療行為を業務上過失致死罪に問うことへの批判
本来的に結果の完全な予測が不可能な営みである医療行為について、「結果が予見出来たにもかかわらずそれを回避しなかったこと」を罪とする業務上過失致死罪の適用はナンセンスであり、これがまかり通るならば、出産を始めとするリスクを伴う医療行為を引き受ける者は存在しなくなるとの批判が出た。

## 医師や医療現場に与えた影響
報道では、地裁判決の直後においては「（無罪判決理由の中で医師の行為が結果として患者を死亡させるという因果関係を認めたため）医療内容に問題はあったが、医師の裁量の範囲内であり、有罪とまでは言えない」といった医師の行動を問題視する記事も出た。
この医師逮捕に対しては、日本産科婦人科学会・日本産婦人科医会から「座視することができない」、「事件は産婦人科医不足という医療体制の問題に根ざしている。医師個人の責任を追及するのはそぐわない」といったコメントが表明され、各地の地方支部からも抗議が表明された。日本母性保護産婦人科医会（現・社団法人日本産婦人科医会）は声明を発し「この様に稀で救命する可能性の低い事例で医師を逮捕するのは、産科医療、ことに、地域における産科医療を崩壊させかねない」と批判した。
産婦人科医の宋美玄は2014年の『ヨミドクター』のコラムで、この事件が産科医不足を悪化させたと主張している。当時、彼女のいた地域では診療科を変更したり分娩を扱う施設では勤務しなくなる産科医が続出し、残留した医師も多忙になりさらに辞める医師が出るという悪循環に陥っていたという。

## 医賠責保険と医療ミス
当初、医療専門家によって医療事故調査委員会は医師の過失を認める報告書を作成していたが、この報告書が警察の捜査や起訴を招くことになった。何故当初はこのような医師の過失を認める報告書を書いたのかというと、福島県が遺族への補償支払をスムーズにしようとするために、医賠責保険で保険会社から保険金を引き出すには、医師の過失が必要だったためである。
この事件をきっかけに、これらの問題を解決すべく、無過失保障制度の創設をすることが主張されている。